# Phare de Vallières
Pour les articles homonymes, voir Vallières.
Le phare de Vallières est le nom du phare de Saint-Georges-de-Didonne, une ville située dans la périphérie de Royan, dans le département de la Charente-Maritime et la région Nouvelle-Aquitaine.
Construit de 1898 à 1902, il domine le port et l'estuaire de la Gironde du haut de la falaise de Vallières, l'un des deux caps délimitant la conche de Saint-Georges, la principale plage de la ville.

## Description
De section carrée, le phare présente une base de granit en grand appareil, le reste de la tour étant en pierres de taille de plus petites dimensions agrémentées d'un léger bossage. L'ensemble se trouve coiffé d'une coupole en cuivre que surmontent une girouette et un paratonnerre à 36 m de haut. L'entrée magnifiée d'un fronton et de pilastres donne le ton classique de l'édifice.
Surplombant la jetée du port, le phare est constitué d'une tour de quatre étages, haute de 29 mètres, elle-même complétée par une lanterne de 7 mètres.
La plate-forme sommitale est accessible par un escalier de cent quarante-quatre marches, éclairé de quatre fenêtres sur les côtés est et ouest. Une corniche supportée par quatre consoles en volutes sur chaque face reçoit une balustrade courant sur les quatre côtés autour de la lanterne.

## Histoire
Le phare de Vallières remplace une première balise, édifiée en 1860 afin de faciliter l'accès au port. Cependant, la faible hauteur de celle-ci — à peine 8 mètres — la rend rapidement obsolète.
En 1898, la municipalité demande que le port soit équipé d'un véritable phare : elle en confie les travaux au sous-ingénieur des Ponts et Chaussées Émile Gabaud (1847-1912), qui en dresse les plans, tandis que la réalisation est l'œuvre de l'entrepreneur Simon Brunet (1859-1932), de Grandjean. Les travaux sont achevés en 1902.
Construit à proximité de l'ancienne maison phare, détruite pendant la Seconde Guerre mondiale, il porte, surtout sur sa face nord, les impacts d'obus qui le touchèrent en 1945 lors de combats de libération de la poche de Royan. Il est partiellement reconstruit après-guerre, électrifié en 1947 et désaffecté depuis le 28 juin 1969.
Le phare fait l’objet d’une inscription au titre des monuments historiques depuis le 23 mai 2011 pour ses dépendances et d'un classement le 23 octobre 2012 pour le phare.
Il est ouvert à la visite de juin à septembre. Du sommet, la vue s'étend sur une partie de la côte de Beauté et sur les côtes médocaines toutes proches.